# I. Ferenc leszboszi uralkodó
I. Ferenc leszboszi uralkodó szül. Francesco Gattilusio (megh.: Mitilíni, 1384. augusztus 6.) genovai származású kalóz, Leszbosz szigetének első szuverén uralkodója, a Gattilusi-dinasztija alapítója.

## Élete
Testvére Niccolò Gattilusio volt, akit később társuralkodónak tett meg és Enosz városa fölé helyezte. Szüleik neve nem ismert, csak annyi valószínűsíthető róluk, hogy édesanyjuk a genovai Doria nemesi családból eredt. A testvérek kalóznak álltak és 1354-ben kikötöttek Tenedosz szigetén, ahol V. János császár rezidenciája is állt. Ebben az időben a Bizánci Birodalomban polgárháború dúlt, VI. János viaskodott a trónért Kantakuzénosz Jánossal.
János és Francesco szövetséget kötöttek egymással Kantakuzénosz ellen, amelynek jegyében a császár Mária nevű húgát Francescónak ígérte.
1354 decemberében Francesco és Niccolò vezette flotta közeledett Konstantinápoly felé. Cselt alkalmazva úgy tettek, mintha hajóik hajótörést szenvedtek volna és rakományuk megmentése érdekében a konstantinápolyi helyőrség segítségét kérték, melyért cserébe a rakományból ígértek egy részt. A haszon reményében a helyőrség katonái megnyitották előttük az utat, így Gattilusio ötszáz genovai fegyverese be tudott hatolni a városba, a falakat ellenőrzésük alá vonták és a zavart kihasználva János katonái be tudtak vonulni Konstantinápolyba. Kantakuzénosz lemondott a trónjáról december 4-én és kolostorba vonult.

## Leszbosz élén
A győzelem után sor került Francesco és Mária menyegzőjére. Francesco sikere további jutalmaként arkhóni címet nyert és a császár Leszbosz szigetét adományozta neki, ahol széles körű autonómiával bírt. János császár hatalma azonban annyira gyenge volt, hogy Ferenc tulajdonképpen nem függött tőle, sőt hatalma a következő években egyre csak nőtt, rátéve a kezét más szigetekre is. A székhelye Mitilíni erődjében volt, a környező vizek kereskedelmét ő tartotta kézben és Genovával kereskedett elsősorban, amely nagy hasznot hajtott neki.
1366-ban szövetséget kötött Nagy Lajos magyar királlyal és VI. Amadé savoyai gróffal az oszmán-törökök és Bulgária ellen. I. Murád szultántól elfoglalta Gallipolit is. 1369-ben elkísérte sógorát, János császárt Demetriosz Kidonész teológussal Rómába V. Orbán pápához, hogy a török ellen segítséget kérjenek, s megpróbálják egyesíteni a keleti és nyugati egyházát, de ez utóbbi közvetítés sikertelen maradt.

## Halála
1384. augusztus 6-án súlyos földrengés rázta meg Leszbosz szigetét. Ő, felesége és két fia Andronikosz és Dominik meghalt a katasztrófában. Harmadik fia, Jakab viszont átvészelte a földrengést és Kidonész közreműködésének is köszönhetően a család uralma fennmaradt a szigeten, Jakabból pedig II. Ferenc néven szintén leszboszi uralkodó lett.
1. 1 2  Dizionario Biografico degli Italiani (olasz nyelven), 1960 (Hozzáférés: 2018. november 1.)